# Transkaspien
Transkaspien eller Transkaspiske region (russisk Закаспийская Область, Zakaspijskaja Oblast) er et navn benyttet før 1924 om de russiske områder øst for Kaspiske hav, som grænsede op til Khorasan i Iran og Afghanistan i syd, den tidligere russiske provins Uralsk i nord, det tidligere russiske protektorat Khiva og Bokhara-emiratet i nordøst og Afghanistan i sydøst. Området var 550 489 km² stort med 377 416 indbyggere i 1897. Området svarer i dag omtrent til Turkmenistan.

## Historie
Transkaspien blev erobret af Rusland i 1879-1885 i en række felttog ledet af generalerne Lomakin, Skobelev og Mikhail Annenkov. Bygningen af Den transkaspiske jernbane startede ved kysten af Kaspiske hav i 1879 for at sikre russisk kontrol over regionen og få en hurtig militærrute til den afghanske grænse. I 1885 opstod næsten en krise, da russerne annekterede oasen Pendjeh syd for Merv, og Storbritannien næsten gik i krig, da de troede, at russerne ville marchere videre til Herat i Afghanistan. Frem til 1898 var Transkaspien en del af generalguvernørskabet Kaukasus og styret fra Tblisi, men samme år blev det en oblast under Russisk Turkestan, styret fra Tasjkent. Under revolutionsperioden i 1917-1919 var Transkaspien en kort periode okkuperet af britisk-indiske styrker fra Meshed. Regionen var et af de sidste områder med modstand fra Basmatsji mod bolsjevikkerne, og de sidste oprørere flygtede over grænsen til Afghanistan og Iran i 1922-1923.